# Bernaert Stockmans
Bernaert of Bernardus Jansz Stockmans (Antwerpen, 2de helft 16e eeuw – Antwerpen, 1e helft 17e eeuw) was een onderwijzer en rekenmeester in Antwerpen, in de Spaanse Nederlanden. Zijn meest productieve periode was toen hij in Dordrecht werkte (1588-circa 1593), in de Republiek der Verenigde Provinciën.

## Levensloop

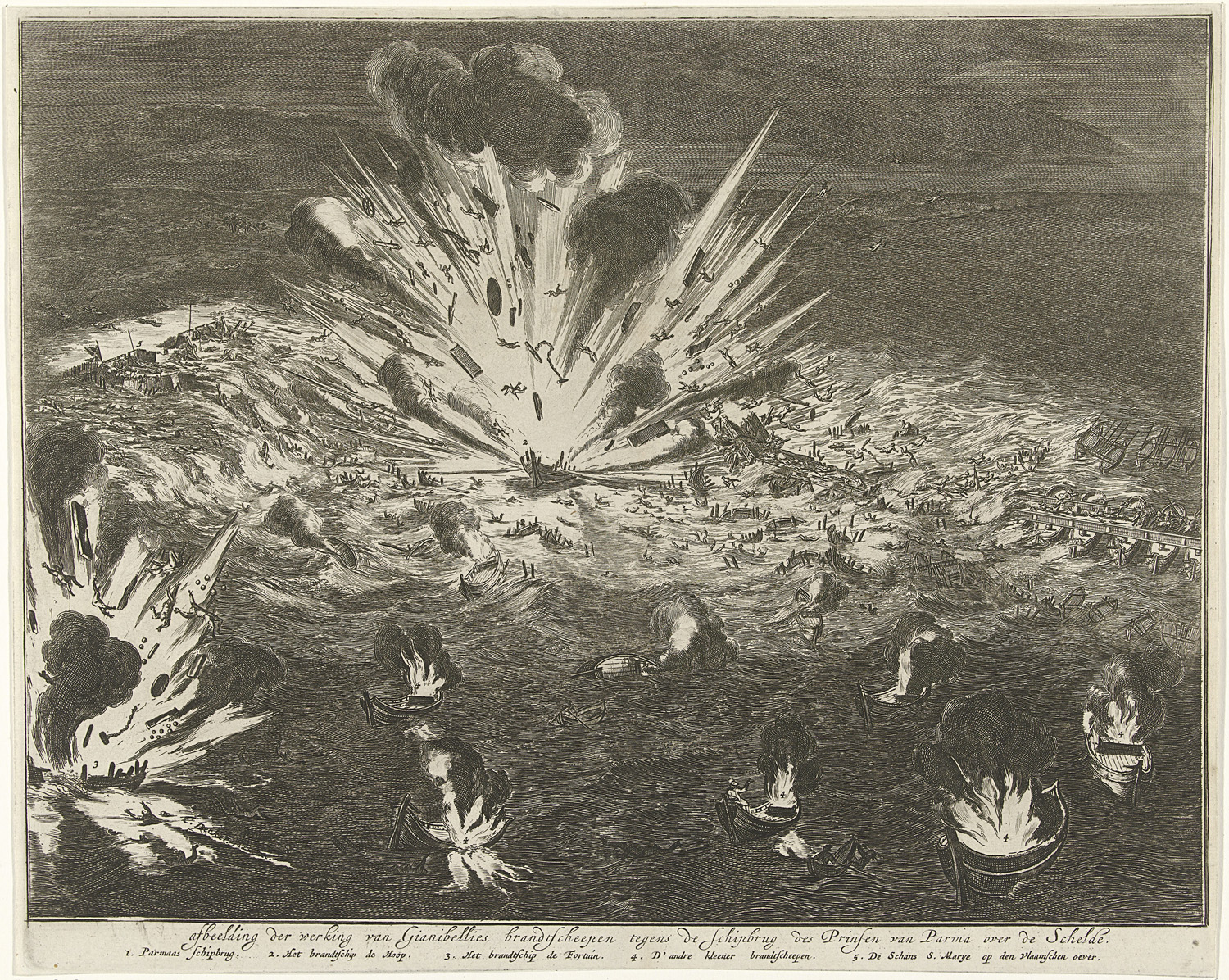
Beleg van Antwerpen; Stockmans werd onderwijzer in Dordrecht.

In het jaar 1572 startte Stockmans zijn carrière als schoolmeester in Antwerpen. Het was het jaar dat hij toetrad tot de gilde der onderwijzers van de stad. Antwerpen bevond zich volop in de Tachtigjarige Oorlog. In 1575, kort voor de Spanjaarden lelijk huis hielden in Antwerpen, vluchtte hij naar de Republiek der Verenigde Provinciën. Mogelijks ontvluchtte hij een 2e maal Antwerpen tijdens het Beleg van Antwerpen (1584-1585). Alleszins was hij werkzaam als onderwijzer in de Franse taal in Dordrecht van 1588 tot mogelijks 1593. Tijdens zijn zeer actieve jaren in Dordrecht publiceerde hij 2 boeken. Hij was bedreven in aritmetica. Op didactische wijze legde hij de oplossingen van vraagstukken uit; dit kon bijvoorbeeld gaan over het wegen van handelswaar. Ook besprak hij het getal nul, hij berekende rentes en toonde de regel van drie en andere wiskundige berekeningen. Op het einde van zijn leven keerde hij naar Antwerpen terug.

## Werken
- Arithmetica ofte Cyfferboeck (1585)[4]
- Een korte ende eenvuldighe Instructie, om lichtelijcken ende bij hem-zelven zonder eenighe Meester oft Onderwijser te leeren Chijferen. Zeer nut ende profijtelijcken allen Menschen, die in de Konste van Arithmetica heel slecht onervaren, ende eenvuldich zijn. Ghestelt ende by-een vergadert door Bernaert Stockmans Ianz, School-Meester, in de vermaerde Koopstadt Dordrecht. Differentien van de Koren-Maten der voornaemste Steden in Hollandt, Sticht, Brabandt, Vlaenderen, Ghelderlandt, Enghelandt, ende Oostlant, tot dienst van allen Graenkoopers. (1595)

Beide boeken kende verschillende herdrukken in de Republiek.
- Digitale Bibliotheek voor de Nederlandse Letteren: stoc007
- Gemeinsame Normdatei: 104368462
- Library of Congress Control Number: nr93032204
- Virtual International Authority File: 66343103
- WorldCat: E39PCjFkFwjxQjkwrT66YRFV83